# Boiga philippina
Boiga philippina este o specie de șerpi din genul Boiga, familia Colubridae, descrisă de Peters 1867. A fost clasificată de IUCN ca specie cu risc scăzut. Conform Catalogue of Life specia Boiga philippina nu are subspecii cunoscute.